# Mchekek
Le mchekek, ou mechkouk, est une pâtisserie algérienne à base d'amandes, parfumée avec différents arômes comme le citron, l'eau de fleur d'oranger, l'eau de rose, la vanille, la pistache.
Le nom de cette pâtisserie provient de l'arabe algérien, il se traduit par « l'éclaté », dû aux nombreuses crevasses qui l'entourent.